# ليه بوك
ليه بوك (بالإنجليزية: Les Bock)‏ هو محامي وسياسي أمريكي، ولد في 5 مارس 1949 بروليت في الولايات المتحدة. حزبياً، نشط في الحزب الديمقراطي. وقد انتخب عضو مجلس ولاية أيداهو وانتخب عضو مجلس نواب ايداهو.